# 準噶爾征服阿爾蒂沙爾
準噶爾征服阿爾蒂沙爾，是指信奉藏傳佛教的準噶爾汗國征服了南疆（阿爾蒂沙爾）操突厥語族语言、信奉伊斯蘭教的葉爾羌汗國。

## 征服
塔里木盆地的定居突厥語穆斯林由最初察合台汗國統治，17世紀時納克什班迪教團的和卓們已經取代了察合台汗的權威，和卓們分為白山派和黑山派，黑山派擊敗了阿帕克和卓，他逃往西藏請求五世達賴喇嘛干預，而噶爾丹作為他的代理人於1680年征服塔里木盆地和吐魯番盆地，以阿帕克和卓作為傀儡統治者。

## 統治
準噶爾噶爾丹汗在1680年派出120000人和白山派士兵入侵塔里木盆地，輕鬆地征服了塔里木盆地，擊敗和殺害了葉爾羌汗國伊思玛业勒汗的兒子巴拜蘇丹，殺死了將軍伊瓦茲波伯克，並把伊思玛业勒流放到伊犁。
阿卜都里什特被噶爾丹選為傀儡統治者，但阿帕克和卓和他之間的衝突導致1682年葉爾羌发生暴亂，阿卜都里什特投奔清朝，準噶爾改立他的幼弟馬哈麻特·額敏继位。
準噶爾自1680年作為塔里木盆地的宗主後，用葉爾羌汗與和卓作為他們的傀儡統治者，另一方面又以他們的兒子作人質囚禁於伊犁確保他們的忠誠。與此同時準噶爾又不斷搜刮維吾爾族的財富，包括水利稅，牲口稅，水果稅，人頭稅，土地稅，樹木和草稅，金銀稅，營業稅，還勒索了額外的棉花，白銀，黃金。每年準噶爾從喀什噶爾人提取67000騰格銀稅，如果他們擁有果園，人們不得不付出水果稅，準噶爾使者每次到南疆，也要強姦婦女，搶劫和偷竊財物和牲畜。
準噶爾同時把一些維吾爾人強行轉移到伊犁，作為生產糧食的農奴，即塔蘭奇。
準噶爾對回部的統治，直到滿清打敗準噶爾後才終止。